# Palazzo Zevallos
El Palazzo Zevallos (también llamado Palazzo Colonna di Stigliano o Palazzo Zevallos Stigliano) es un palacio monumental situado en la Via Toledo de Nápoles, Italia. Alberga la homónima galería de arte, que forma parte de las Gallerie d'Italia propiedad del grupo Intesa Sanpaolo.

## Historia
El palacio fue construido entre 1637 y 1639 por Cosimo Fanzago por voluntad de la familia española de los Zevallos, duques de Ostuni, que querían un palacio nobiliario en la Via Toledo, al no conseguir construirse uno en los cercanos y densos Quartieri Spagnoli.
El primer propietario del palacio fue Giovanni Zevallos (Juan de Zevallos Nicastro, duque de Ostuni), que adquirió la propiedad en 1639 tras el final de las obras. Tras su muerte el palacio pasó primero a su hijo Francesco y posteriormente, en 1653, fue vendido definitivamente a Giovanni Vandeneynden, comerciante y coleccionista de arte flamenco, y padre de Ferdinando, que se casó con una Piccolomini después de que consiguiera el título de marqués de Castelnuovo del rey de España. De esta última unión nacieron dos hijas: Giovanna, que se casó con el príncipe de Sonnino, don Giuliano Colonna, y Elisabetta, que se casó con don Carlo Carafa di Stigliano, marqués de Anzi. Fue con estas bodas, realizadas por el deseo de un vínculo con dos importantes familias nobiliarias de Nápoles, que cambió la propiedad del edificio, atribuyéndola en 1688 a la familia Colonna Stigliano. Durante todo el siglo XVII el palacio sufrió importantes restauraciones y modificaciones, tanto de las estancias interiores como de la fachada principal. Destaca respecto al primer Palazzo Zevallos el lujoso portal de entrada con los escudos nobiliarios ejecutados por Fanzago. Otro encargo importante en esta época fue el confiado a Luca Giordano, directamente contactado por Giuliano Colonna, que ejecutó en el palacio un ciclo de frescos para embellecer las estancias interiores.

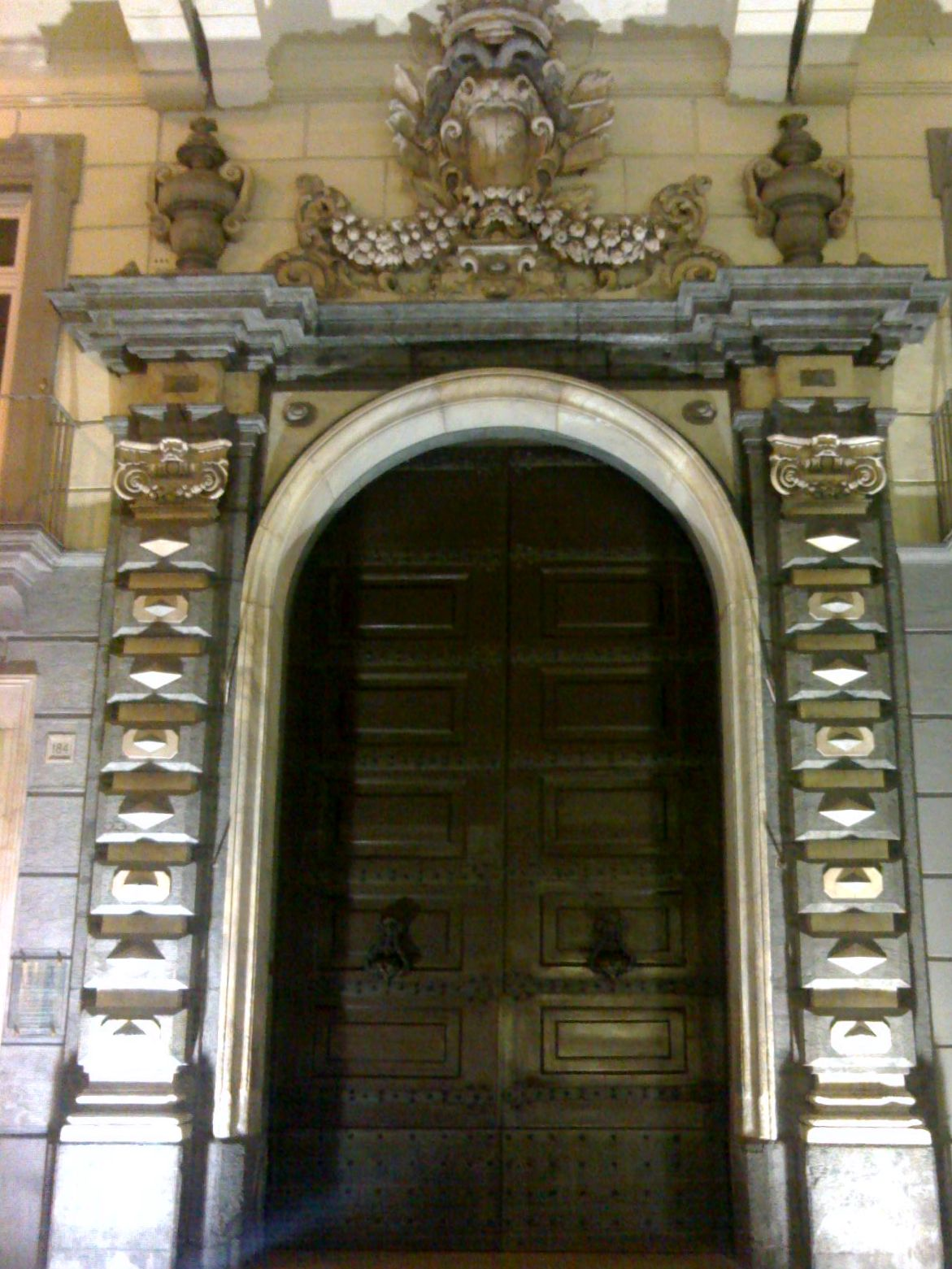
El portal de entrada.

Durante la primera mitad del siglo XIX, a causa de algunas discrepancias internas de la familia Colonna di Stigliano, el palacio fue dividido en varias partes y alquilado a varios inquilinos que no tenían ninguna relación con la familia noble. Las decoraciones de Giordano se perdieron en este contexto, y con ellas también el prestigio del edificio en la Via Toledo que, mientras tanto, se convirtió en la calle más importante de la ciudad y vio crecer notablemente el número de edificios nobiliarios que la embellecían. Fueron varios los inquilinos que compraron una parte del palacio: al banquero Carlo Forquet fue el primer piano nobile; al caballero Ottavio Piccolellis fueron dos estancias del entresuelo; y el resto se puso a la venta después de algunos años. En esta época, el palacio vio de nuevo cambiar poderosamente su arquitectura, gracias a las intervenciones neoclásicas de Guglielmo Turi. La porción más importante del palacio, actualmente visitable al público, fue adquirida por los Forquet, quienes quisieron para su nuevo apartamento un importante ciclo de decoraciones que embelleciera la escalera principal y las salas de la primera planta. En esta ocasión fueron llamados a trabajar Gennaro Maldarelli y Giuseppe Cammarano, muy activos ambos en estos años en las decoraciones de los palacios nobiliarios de la ciudad, entre ellos la Villa Pignatelli y el Palacio Real.
A finales del siglo XIX, la cuota de los Forquet fue adquirida por la Banca Commerciale Italiana y el resto fue comprado no antes del 1920. En esta fecha, el edificio volvió a ser, después de casi un siglo, un único palacio. En esta ocasión se encargó al arquitecto Luigi Platania que adecuara la estructura a su nuevo uso; data de estas obras la clausura del patio interior y la creación del gran salón de la planta baja. En el piano nobile del palacio se instaló en 2007 una de las tres galerías de arte pertenecientes al grupo bancario, llamadas Gallerie d'Italia, que tiene unas ciento veinte piezas entre pinturas y esculturas.

## Descripción

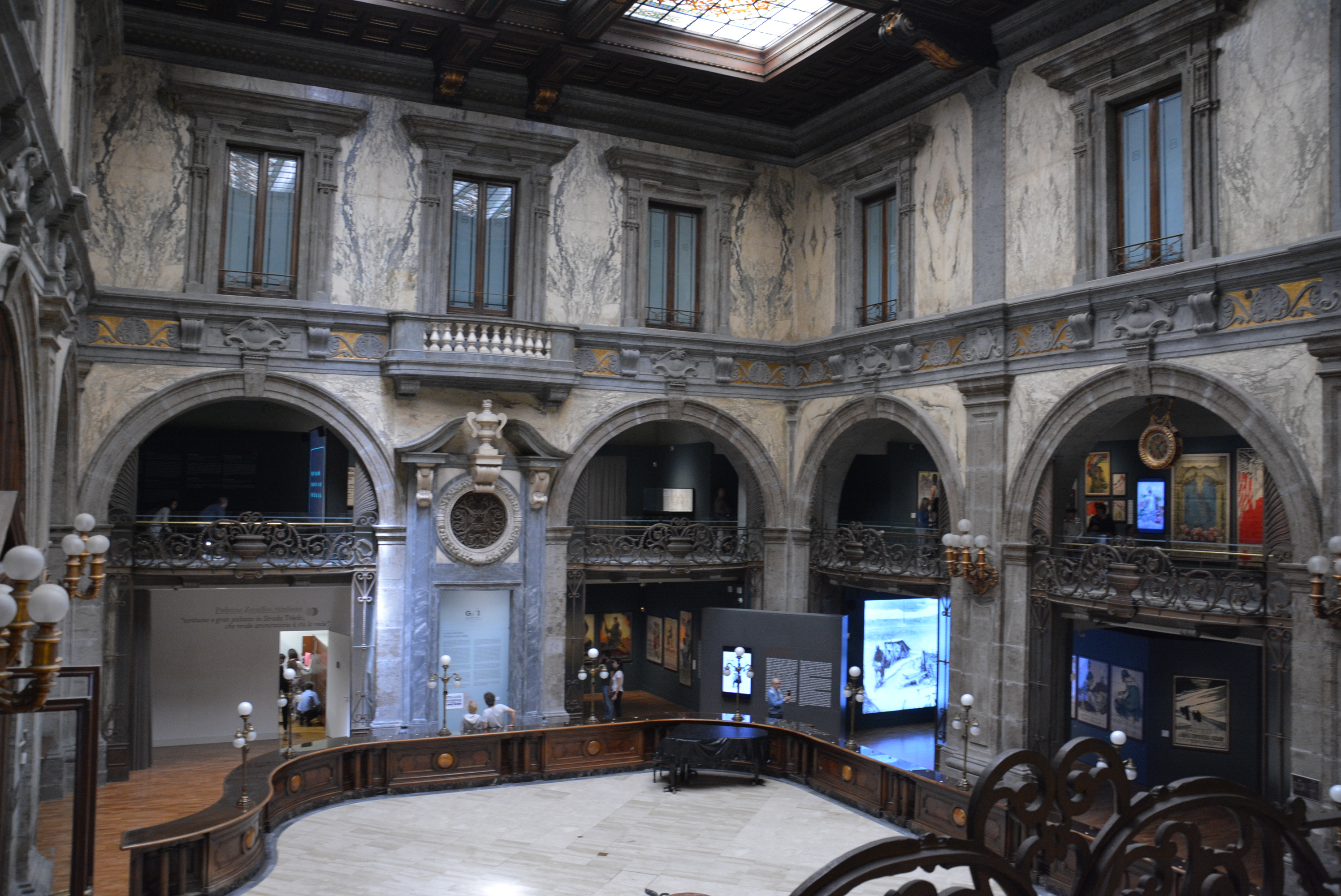
Vista del gran salón central.

El portal de Cosimo Fanzago es majestuoso, típico de la arquitectura napolitana. Apenas sobrepasado es visible a la derecha otro gran escudo nobiliario de la familia Colonna con un breve grabado en mármol dedicado a ellos: el escudo es igual que el colocado sobre el portón principal.

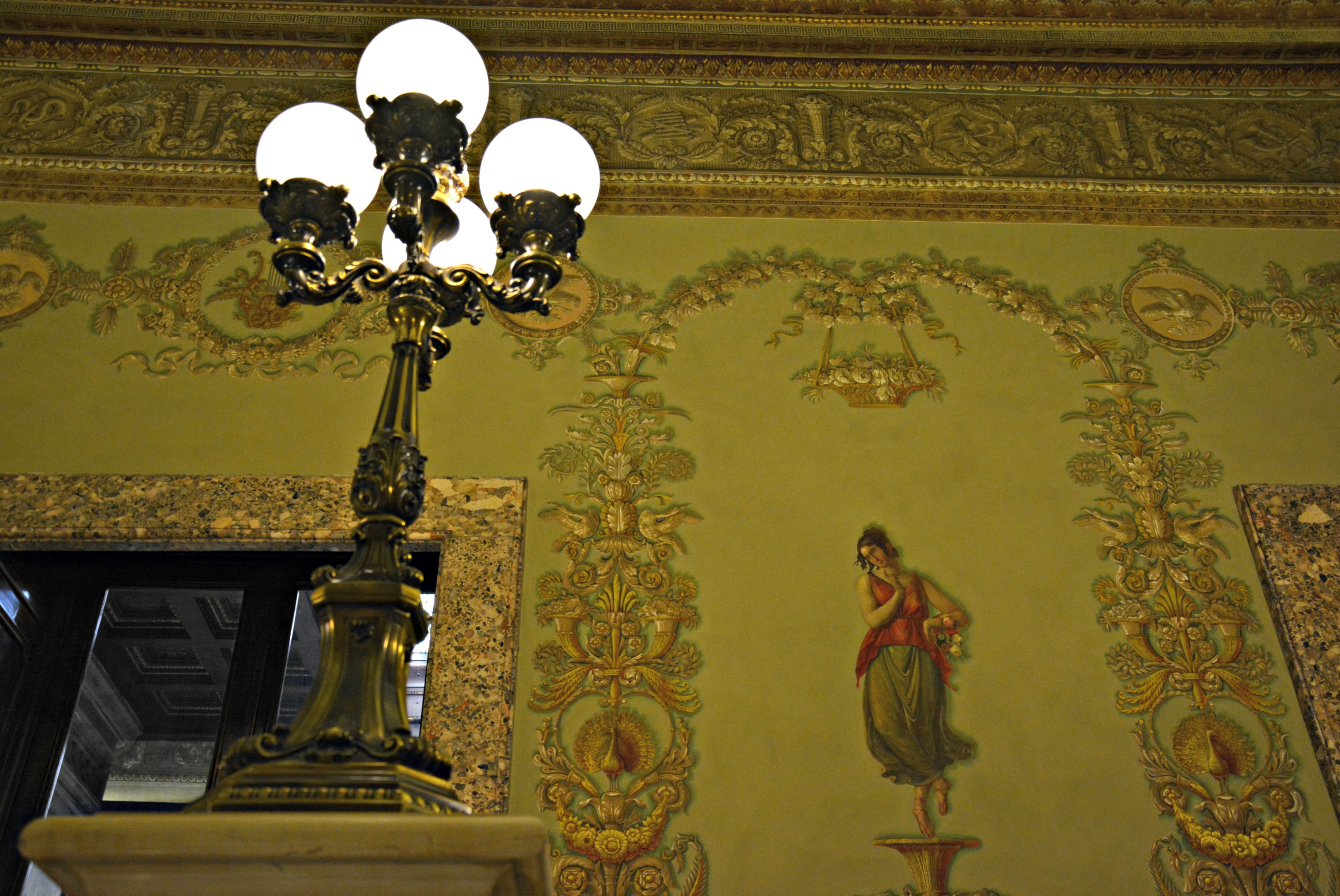
Detalle de algunos elementos decorativos del piano nobile.

Inmediatamente después de la entrada está el gran salón central de Luigi Platania, de estilo ecléctico, obtenido a costa de un patio de piperno que procedía del proyecto original de Fanzago. En sus paredes hay algunas pinturas murales de Ezechiele Guardascione y está cubierto con un lucernario acristalado. La monumental escalera de honor, situada a la derecha, conduce a la planta superior y está decorada con grandes lámparas y estucos dorados del gusto del siglo XIX. En la bóveda hay una Apoteosis de Safo de Giuseppe Cammarano firmada y datada en 1832. Las paredes, pintadas con fondo verde musgo, fueron decoradas en estilo neoclásico por Gennaro Maldarelli.
Pasada la escalera monumental, se abren en sucesión las salas que componen el piano nobile. Entre estas están la sala de los amorini, que tiene en el techo decoraciones de finales del siglo XIX; la sala de los estucos, decorada con elementos neoclásicos en las paredes; la sala de los pájaros, decorada en el techo con motivos animales y vegetales del siglo XIX, que le dan su nombre; la posterior sala pompeyana, que recibe su nombre de los motivos clásicos de las decoraciones a témpera presentes en su techo; y finalmente la sala de la fidelidad, llamada así por la representación pictórica de esta virtud en el techo, que incluye en sus elementos decorativos obras de Cammarano y Maldarelli.
En el interior de estas salas están alojadas las homónimas galerías de arte, que albergan ciento veinte obras entre pinturas, dibujos y esculturas, que forman parte de las colecciones de las Gallerie d'Italia propiedad del grupo Intesa Sanpaolo.

## Galería de arte
Las obras que componen las Gallerie di Palazzo Zevallos están expuestas en el interior de las salas del piano nobile en orden cronológico. Estas consisten en pinturas que van del siglo XVII napolitano a las del siglo XIX que forman parte de la escuela de Posillipo y la escuela de Resina, hasta llegar a esculturas y dibujos a lápiz y carboncillo de Vincenzo Gemito realizados a caballo entre los siglos XIX y XX, a los que está dedicada una sala entera. Entre las piezas más importantes de la colección está la última obra de Caravaggio, El martirio de santa Úrsula, de 1610.